# Кофе в Швеции

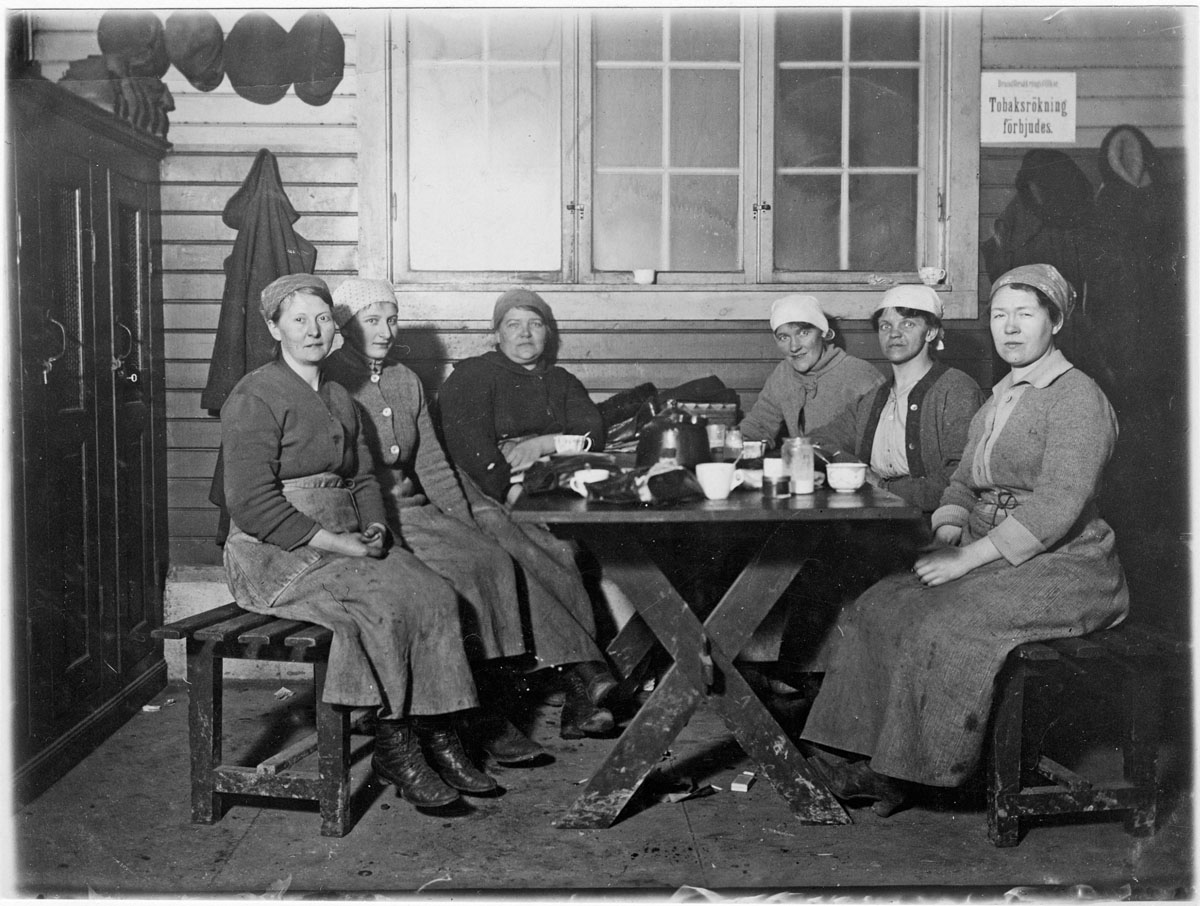
Уборщицы во время перерыва на кофе в трамвайном депо, Стокгольм, 1930 год

Кофе появился в Швеции в конце XVII века, и до сих пор играет значительную роль в шведской кулинарной и застольной культуре. Швеция входит в число стран с наибольшим в мире потреблением кофе на душу населения и имеет особую традицию кофе-брейков, известную как Fika.

## История

### Ранняя история
Кофе появился в Швеции в середине XVII века. В 1657 году шведский дипломат Клас Роламб во время дипломатической миссии в Константинополь познакомился с кофе. Он описал его как «напиток из зерен», употребляемый в горячем виде. Несмотря на это раннее упоминание, кофе не сразу приобрёл популярность в Швеции.
Первая зарегистрированная партия кофе прибыла в Гётеборг в 1685 году.  Изначально кофе считался лекарственным средством и продавался в аптеках. Высокая стоимость кофе ограничивала его потребление богатыми слоями населения. Король Карл XII во время своего пребывания в Османской империи в начале XVIII века пристрастился к кофе и по возвращении ввёл турецкую технологию его приготовления, способствуя его распространению в Швеции.

### Ограничения
Потребление кофе столкнулось с сопротивлением в первые годы своего существования. Критики, такие как Карл Линней, предупреждали о его влиянии на здоровье, выступая за использование растительных альтернатив, в то время как экономические проблемы, включая отрицательное сальдо торгового баланса, вызванное импортом экзотических «предметов роскоши», включая кофе, привели к правительственным запретам. Король Густав III выступил против кофе, заказав эксперимент о его влиянии на организм. В период с 1756 по 1823 год кофе запрещался пять раз, но эти запреты оказались в основном неэффективными. Потребление кофе продолжалось, и в периоды сухого закона формировались подпольные общества, известные как «кофейные гильдии». Ограничения были сняты в 1823 году.

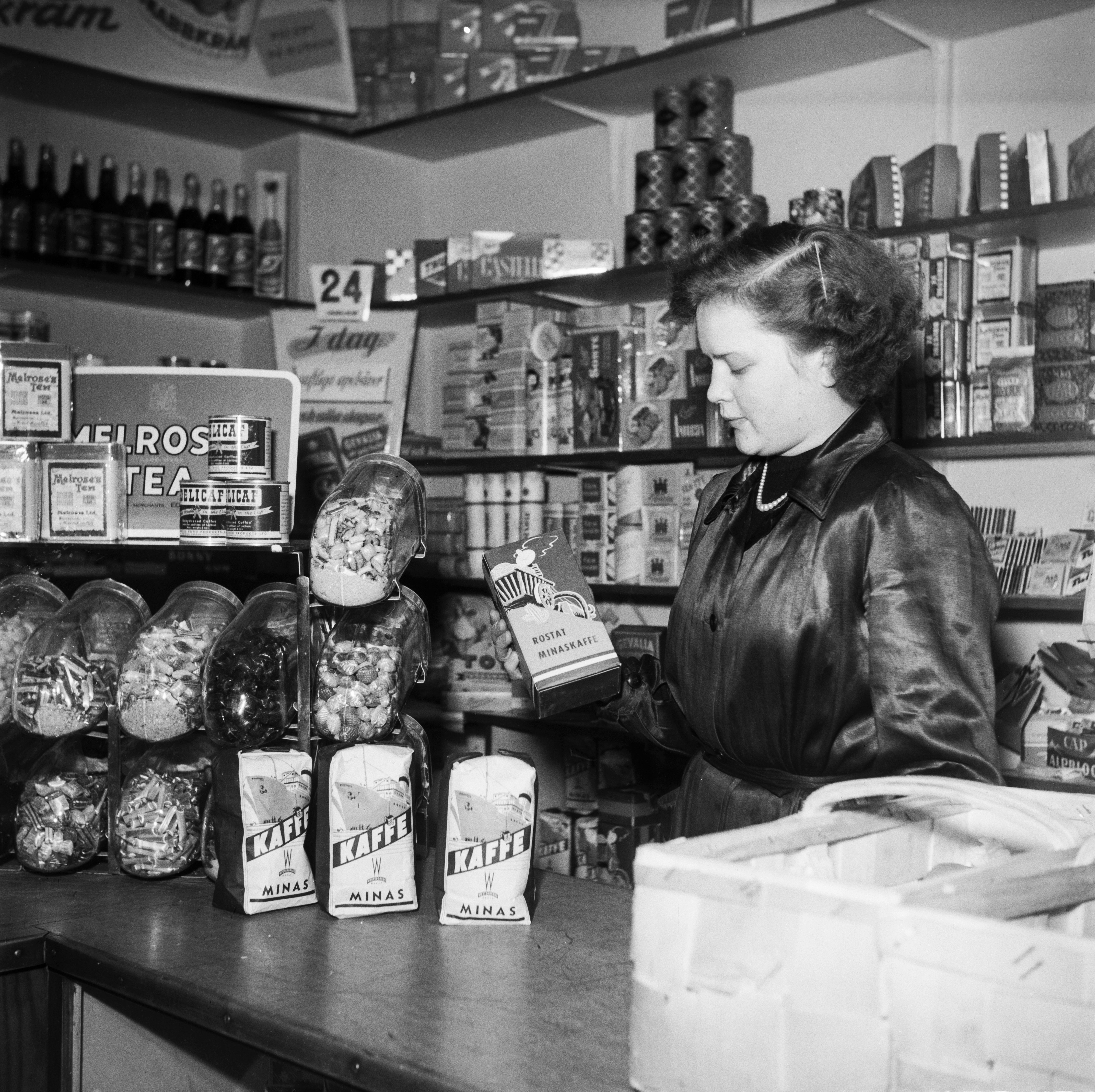
Кофе в шведском магазине, 1951 год.

### Широкая популярность
Кофе постепенно завоевал популярность в Швеции, став к 1850 году неотъемлемой частью рациона, даже среди рабочего класса и сельской бедноты. В то время как брэннвин (водку) можно было производить в домашних условиях, кофейные зерна приходилось импортировать. В результате жители сельской местности Швеции часто употребляли напитки на основе кофе или похожие на него до пяти раз в день, пополняя свои запасы местными заменителями, такими как сушеный цикорий, зерна, смешанные с сиропом, или на основе ржи и картофеля.
Примерно в это же время движение за трезвость и новые правила продажи алкоголя изменили шведскую культуру употребления алкоголя. Употребление алкоголя в рабочее время стало социально неприемлемым, и кофе стал предпочтительным напитком для рабочих. Этот сдвиг привел к буму кафе: к 1887 году в Стокгольме насчитывалось почти 800 кафе.
Появление железной печи в XIX веке сделало домашнее приготовление кофе доступным, и кофе стал неотъемлемой частью шведских семей. В это время начала зарождаться культурная традиция «фика».

## Кофейная культура в современной Швеции

### Фика

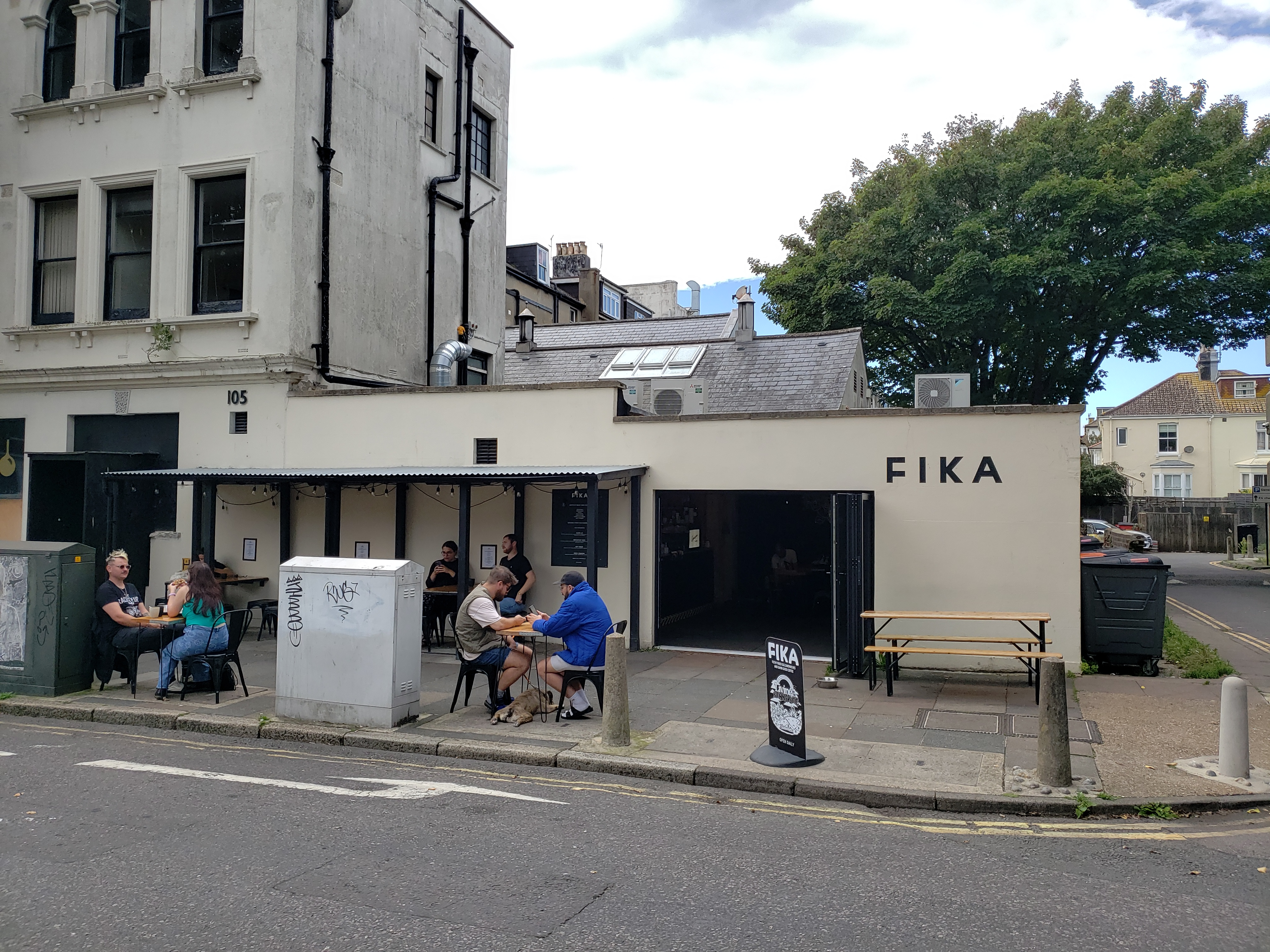
Кафе в шведском стиле под названием Fika в Брайтоне, Великобритания

Фика — устоявшаяся традиция шведской кофейной культуры, характеризующаяся определённым перерывом, во время которого люди пьют кофе, как правило, с булочками или пирожными, в компании. Фика считается социальным институтом, поощряющим отвлекаться от повседневных дел. Её часто отмечают на рабочих местах, дома и в кафе по всей Швеции.
Эта практика, произошедшая от сленговой инверсии слова «кофе» (швед. kaffe), имеет корни, уходящие в конец XIX века. Традиционно фика проводится в установленное время, например, в середине утра и в середине дня, хотя в современной обстановке это может происходить более неформально. Некоторые шведские работодатели способствуют фике через специально отведенные общие пространства, а в некоторых случаях перерывы на фику прямо включены в трудовые договоры. Кофе, потребляемый во время фики, часто сопровождается выпечкой, такой как булочки с корицей или другая выпечка, в том числе сезонные продукты, такие как булочки с шафраном и семла, хотя могут быть включены и несладкие варианты.
В XXI веке концепция «фика» получила международное признание, и в городах по всему миру открываются кафе, вдохновленные этой традицией. Она также связана с производительностью труда, поскольку исследования показывают, что регулярные перерывы способствуют эффективности и благополучию.

### Потребление

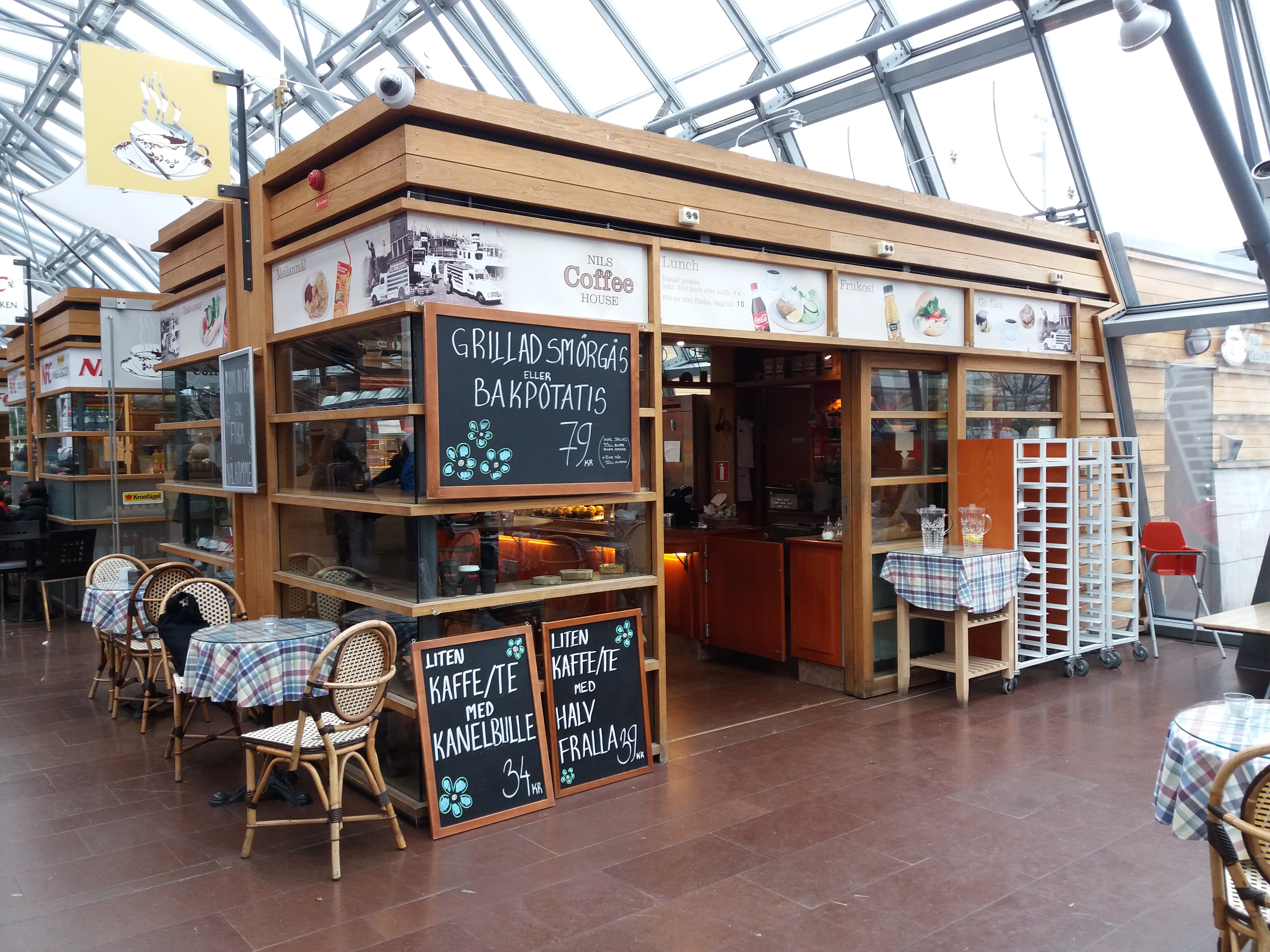
Кофейня в Гетеборге

Швеция входит в число стран с самым высоким уровнем потребления кофе в мире: среднее потребление составляет около 8,2 кг (18 фунтов) на душу населения в год. Заваренный кофе остается самым популярным способом приготовления, хотя напитки на основе эспрессо также набирают популярность.
Другой традиционный метод приготовления кофе в Швеции, который до сих пор распространён в Северной Швеции , — это «коккаффе», или варёный кофе. Этот процесс включает в себя добавление воды и крупномолотого кофе в кастрюлю или заварник, доведение до кипения, а затем процеживание в чашку или чайник.
Шведы обычно предпочитают кофе средней и тёмной обжарки, и в последние годы популярность элитного кофе выросла. Кафе, предлагающие ремесленные методы заваривания, и небольшие обжарочные цеха стали более распространёнными.

### Индустрия кофе

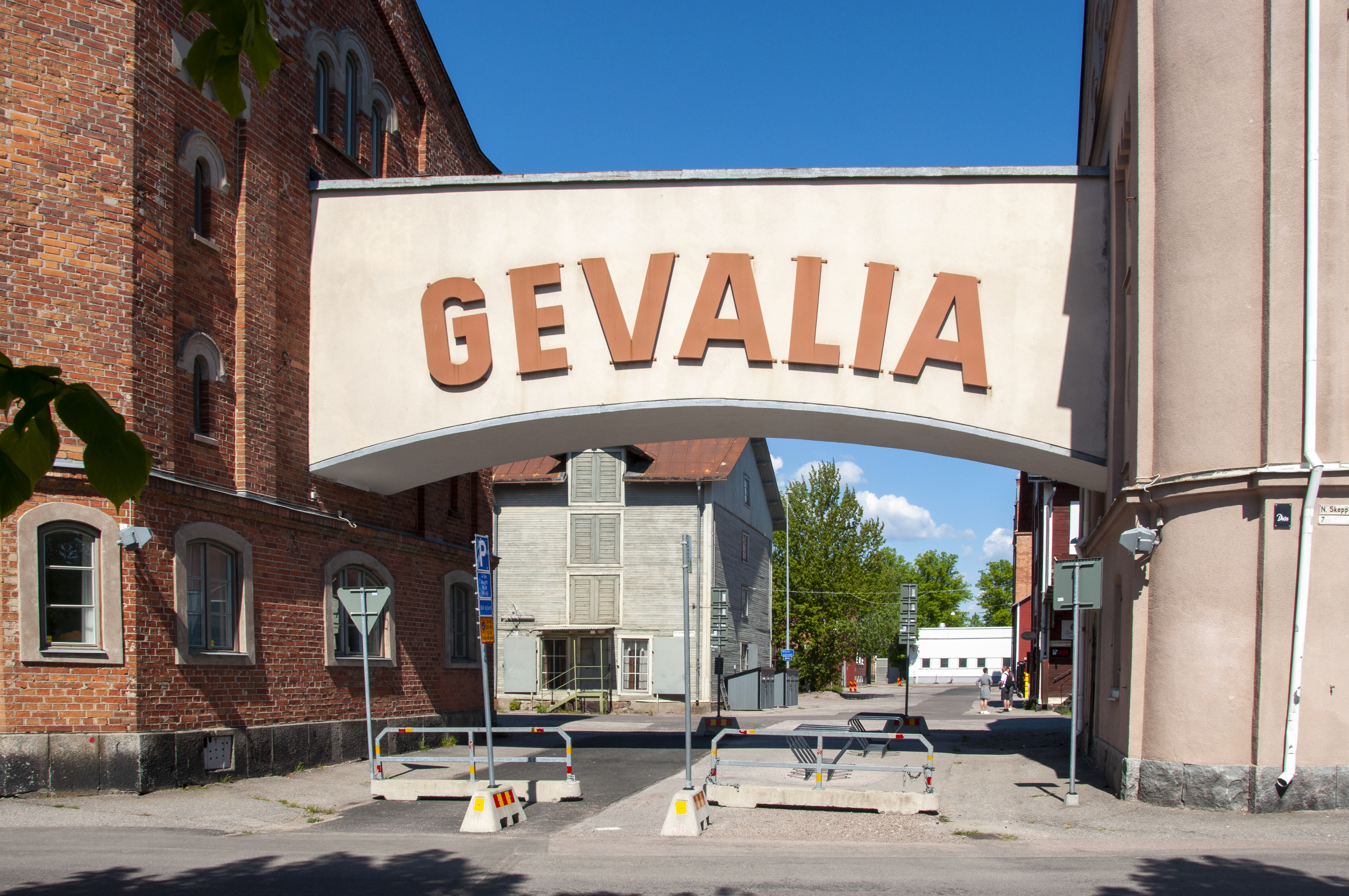
Кофеварня Gevalia в Евле

Годовой объём обжарки кофе в Швеции составляет около 88 000 тонн, что составляет около 5 % от общего объёма обжарки в Европейском союзе. В отрасли представлены как крупные обжарочные заводы, так и небольшие микрофабрики.
На шведском рынке кофе доминируют четыре крупные компании:
- Компания Gevalia, принадлежащая компании JDE Peet’s, базирующейся в Евле, занимает около 40 % доли рынка.
- Компания Zoégas, принадлежащая Nestle и расположенная в Хельсингборге, занимает около 20 % рынка.
- Löfbergs со штаб-квартирой в Карлстаде владеет около 15 % акций.
- Арвид Нордквист, работающий в Стокгольме, занимает около 9 % рынка.

Эти компании в основном импортируют зелёные кофейные зёрна через порты Гётеборга и Евле. Оставшуюся долю рынка занимают небольшие обжарочные компании и микрофабрики, специализирующиеся на эксклюзивном кофе.